# Kotezi (Bugojno, BiH)
Kotezi su naseljeno mjesto u općini Bugojno, Federacija Bosne i Hercegovine, BiH.

## Stanovništvo

### 1991.
Nacionalni sastav stanovništva 1991. godine, bio je sljedeći:
ukupno: 221
- Muslimani - 200 (90,5%)
- Hrvati - 21 (9,5%)

### 2013.
Nacionalni sastav stanovništva 2013. godine, bio je sljedeći:
ukupno: 120
- Bošnjaci - 113  (94,17%)
- Hrvati - 7 (5,83%)

## Vanjske poveznice
- glosk.com: Satelitska snimka  Arhivirana inačica izvorne stranice od 30. rujna 2007. (Wayback Machine)